# Alba Longa
Alba Longa byl starověký městský stát na Apeninském poloostrově. Jeho obyvatelé patřili k latinským kmenům, město leželo asi 20 km jihovýchodně od Říma na pobřeží Albanského jezera, zhruba v místech moderního města Castel Gandolfo.
Livius uvádí, že Albu Longu založil v polovině 12. století př. n. l. Aeneův syn Askánios. Město rostlo, díky příhodné poloze se stalo hospodářským a kulturním centrem Latia a zakládalo vlastní kolonie. Bylo vůdčí silou Latinské ligy, konfederace založené na společnou obranu proti Etruskům.
Podle legendy byl roku 794 př. n. l. král Numitor svržen svým bratrem Amuliem. Ten donutil Numitorovu dceru Rheu Silvii stát se řeholnicí v chrámu bohyně Vesty, aby se zbavil potenciálních uchazečů o trůn. Rhea Silvia však s bohem Martem zplodila dvojčata Romula a Rema, kteří poté, co dospěli, založili město Řím a zabili uzurpátora Amulia.
Řím se záhy stal hlavním konkurentem Alby Longy a mezi oběma městy vypukla válka, v níž proti římskému králi Tullovi Hostiliovi vedl Alba Longu Gaius Cluilius a po jeho smrti diktátor Mettius Fufetius. Římané nakonec vyhráli, obyvatele Alby Longy nuceně přesídlili na pahorek Caelius a učinili z nich římské občany, zatímco do Alby Longy se nastěhovali Římané. Díky tomu se stal Řím nástupcem Alby Longy v čele Latinské ligy.
Z Alby Longy odvozoval svůj původ Julius Caesar. V římských dobách bylo místo venkovským letoviskem, císař Septimius Severus zde nechal vybudovat významnou pevnost Castra Albana.

## Seznam králů města Alba Longa podle Tita Livia
1. Aineiás
2. Askánios
3. Silvius Postumus
4. Aeneas Silvius
5. Latinus Silvius
6. Alba
7. Atys
8. Kapys
9. Kapetus
10. Tiberinus
11. Agrippa
12. Romulus Silvius
13. Aventinus
14. Prokas
15. Numitor
16. Amulius (nelegitimní)

- poslední Gaius Cluilius